# Paul Zimmermann (historien)
Ne doit pas être confondu avec Paul Zimmermann (mathématicien).
Pour les articles homonymes, voir Zimmermann.
Ernst Wilhelm Paul Zimmermann (né le 26 février 1854 à Vorsfelde et mort le 13 février 1933 à Kunrau) est un historien et archiviste allemand à Wolfenbüttel.

## Biographie
Zimmermann est le fils de Rudolf Zimmermann (mort en 1890), président du Sénat du tribunal régional supérieur de Brunswick (de), et de sa femme Luise Bode, la fille du juge de Brunswick Wilhelm Bode (de). Après des études secondaires à Wolfenbüttel, il étudie l'histoire et la philologie à Leipzig, Munich et Heidelberg. En 1876, l'historien titulaire d'un doctorat occupe son premier poste aux Archives d'État à Wolfenbüttel (de). En 1890, il succède à Karl von Schmidt-Phiseldeck (de) en tant que directeur et en 1908, il est nommé conseiller des archives secrètes. En 1914, il est élu membre correspondant de l'Académie des sciences de Göttingen. Dans les années 1920 et 1926/27, il est directeur général de la bibliothèque Duc-Auguste à Wolfenbüttel.
Zimmermann se marie le 28 août 1880 avec Martha Pfaff, la fille du juge de district de Wolfenbüttel Erich Pfaff. Des enfants sont nés de ce mariage. Parmi ceux-ci, la fille Gertrud Zimmermann (née le 19 août 1881), le fils Rudolf Zimmermann (né le 13 mars 1884), le fils Ernst Heinrich Zimmermann (de) (1886-1971) et la fille Helene Zimmermann (née le 14 novembre 1891).
Les mérites de Zimmermann résident dans le développement de l'histoire de la ville et de l'état de Brunswick. Il est l'éditeur et le collaborateur de divers écrits et publications sur l'histoire de la ville et de l'état de Brunswick, tels que le Braunschweigisches Magazin, le Jahrbuchs des Geschichtsvereins für das Herzogtum Braunschweig (de) et le Jahrbuchs des Braunschweigischen Geschichtsvereins. Entre autres choses, il écrit diverses biographies pour l'Allgemeine Deutsche Biographie.
Paul Zimmermann était membre des Kleiderseller (de). Il entretient divers contacts, par exemple avec le poète humoristique Wilhelm Busch, qui séjourne souvent dans sa maison de vacances à Wolfenbüttel. Zimmermann est enterré dans le cimetière principal de Wolfenbüttel. Son vaste legs contient, entre autres, des collections sur les biographies de personnalités de Brunswick et se trouve dans les archives d'État de Wolfenbüttel.
Une plaque sur sa maison de Wolfenbüttel, le bâtiment baroque tardif du Stadtmarkt 15, commémore Paul Zimmermann.